# Katherine Calder
Katherine Calder (* 10. September 1980) ist eine ehemalige australische und neuseeländische Skilangläuferin.

## Werdegang
Calder nahm von 1999 bis 2010 an Wettbewerben der Fédération Internationale de Ski teil. Sie trat vorwiegend beim Continental Cup und ab 2004 im Australia/New Zealand Cup an. Dabei gewann er 2004, 2007 und 2009 die Gesamtwertung. Ihr erstes von insgesamt 15 Weltcuprennen lief sie im Dezember 2000 in Engelberg, welches sie mit dem 41. Rang im Sprint beendete. Dies war auch ihre beste Platzierung in einen Weltcuprennen. Bei den nordischen Skiweltmeisterschaften 2003 im Val di Fiemme und den nordischen Skiweltmeisterschaften 2005 in Oberstdorf belegte sie den 53. und 57. Platz im Sprint. 2006 und 2008 siegte sie beim Kangaroo Hoppet. Bei den nordischen Skiweltmeisterschaften 2007 in Sapporo errang sie den 62. Platz über 10 km Freistil und den 60. Rang im Sprint. 2008 gewann sie den Gommerlauf über 30 km. Im Juni 2008 wurde sie neuseeländische Staatsbürgerin. Ihre beste Platzierung bei den nordischen Skiweltmeisterschaften 2009 in Liberec war der 42. Platz im 30-km-Massenstartrennen. Nach den Olympischen Winterspielen 2010 in Vancouver, bei denen sie den 62. Platz über 10 km Freistil und den 47. Rang im Sprint belegte, beendete sie ihre Karriere.